# Industria de la motocicleta en China

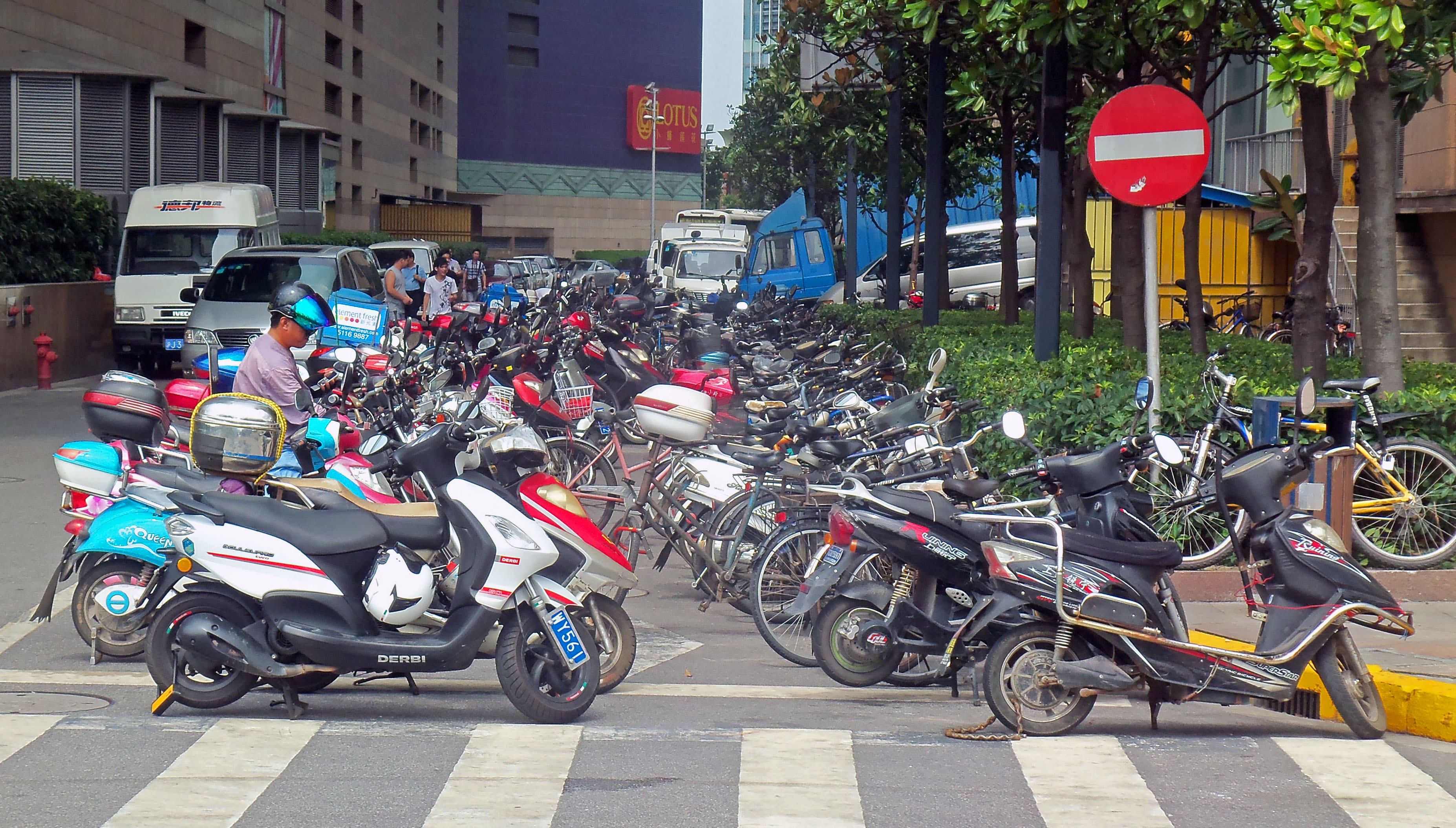
Motocicletas aparcadas en Lujiazui

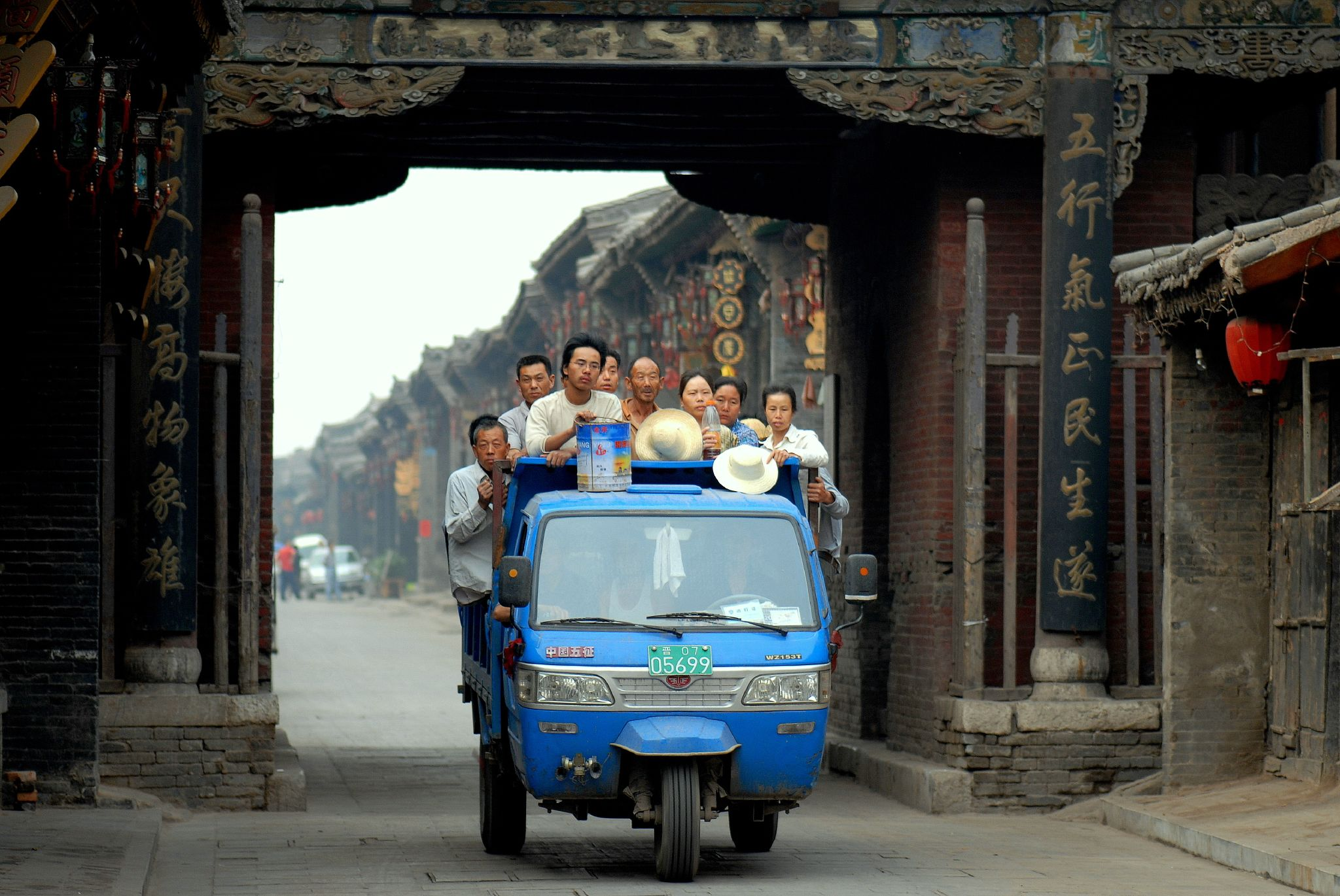
Auto-bicitaxi de tres ruedas en Pingyao

La industria de la motocicleta de la República popular de China supera la de cualquier país del mundo con una producción de motocicletas de 22 891 700 en 2013, con un 39,75 % de la producción total exportada. China también produce auto rickshaws, vehículos todo terreno, piezas de motocicletas y accesorios en gran número.
En 2013 los ingresos totales de la industria china de motocicletas aumentaron un 3,24 % año con año a 112 621 millones de RMB; Incluyendo un aumento del beneficio interanual del 20,24 % a 3 322 millones de RMB. Este aumento de los beneficios se atribuyó principalmente a la mejora técnica y al mayor valor añadido de las motocicletas a pesar de las disminuciones del volumen de ventas sufridas durante la transformación industrial en los últimos años.

## Historia

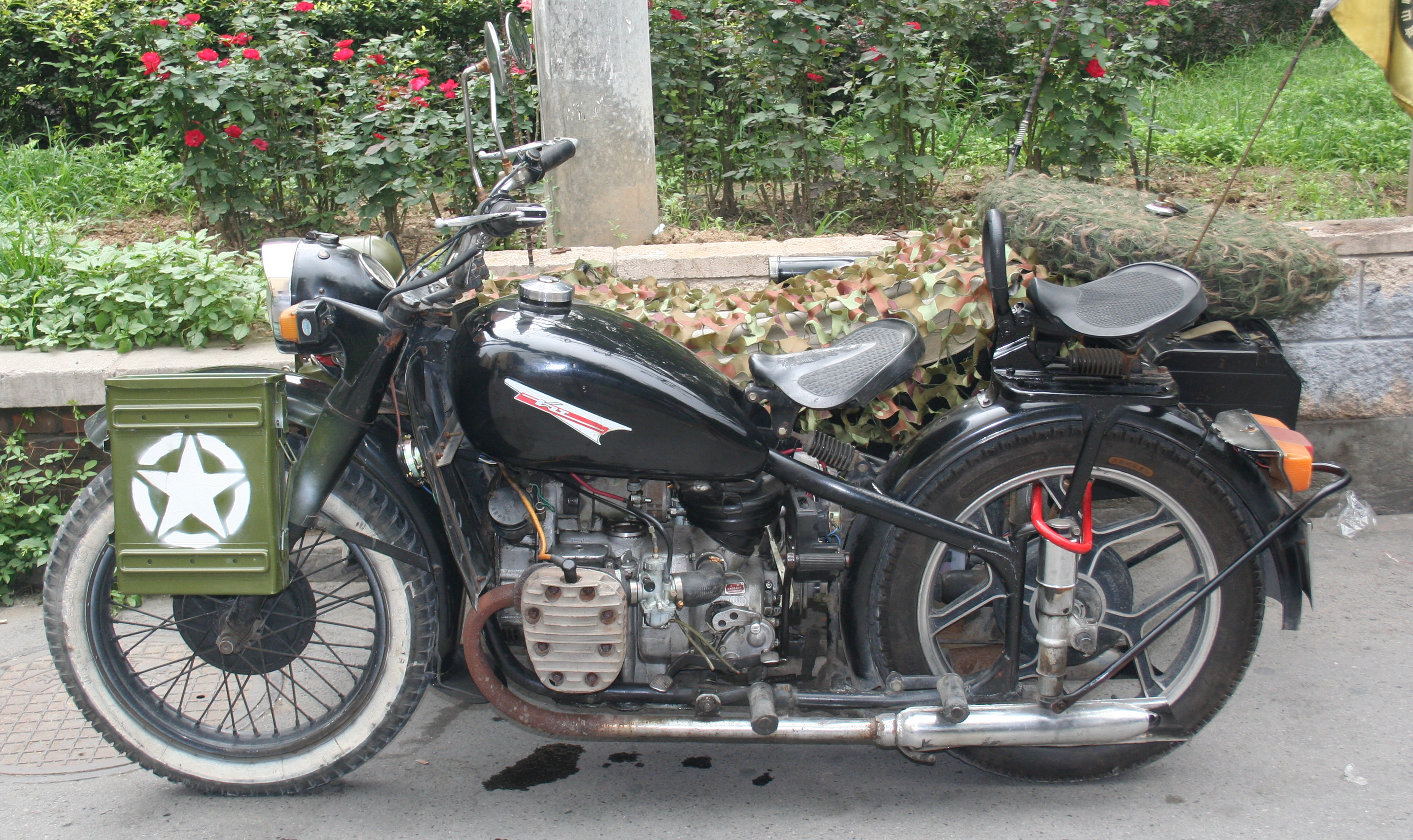
Motocicleta PLA en Beijing en 2005

La fabricación de motocicletas en China comenzó en 1951 cuando el Ejército Popular de Liberación comenzó a producir una motocicleta de 500cc para cumplir con los requisitos militares del país durante la guerra de Corea. Esto fue desarrollado en las líneas del K500, un modelo alemán usado en la Segunda Guerra Mundial. Antes de finales de los años setenta, las motocicletas producidas en China eran utilizadas principalmente por los servicios militares, la principal excepción era la fábrica de motocicletas de Beijing, que a partir de 1958 producía motocicletas para el público en general que se basaban en la BMW R71 y los modelos Dnepr. En la ciudad de Chongqing en 1979 la fábrica de municiones militares China Jialing Industrial Company comenzó a fabricar de forma independiente motocicletas para uso civil comenzando la era moderna de la producción de motocicletas chinas. En 2000, la industria china asumió como el mayor productor de motocicletas del mundo, una posición que ha mantenido.

## Geografía de la industria
La industria de fabricación de motocicletas en China se centra en 3 principales regiones de Guangdong, provincias de Zhejiang y la ciudad de Chongqing, en el municipio de Chongqing (el mayor centro de producción de motocicletas en el mundo).

## Industria doméstica
El mercado local chino de motocicletas ha sufrido una caída en los últimos años debido a la prohibición de estos vehículos en muchos centros urbanos. Las ventas de motocicletas nacionales de China alcanzaron un máximo de alrededor de 19 000 000 unidades en 2009 y luego sufrieron disminuciones graduales durante 4 años consecutivos. 
En 2013, el mercado disminuyó un 5,73 % desde 2012 a 13 880 000 unidades, un 26,94 % menos que en 2009. Las ventas internas disminuyeron debido a la prohibición de motocicletas en los centros urbanos, la transformación económica nacional y la caída del mercado rural. En las zonas rurales de China, las motocicletas se utilizan para una variedad de propósitos, incluyendo transporte personal, vehículos de pasajeros y transporte de carga. La mejora del nivel de vida en estas áreas en los últimos años ha llevado a la sustitución de motocicletas con mini-coches y motocicletas eléctricas.

## Industria de exportación

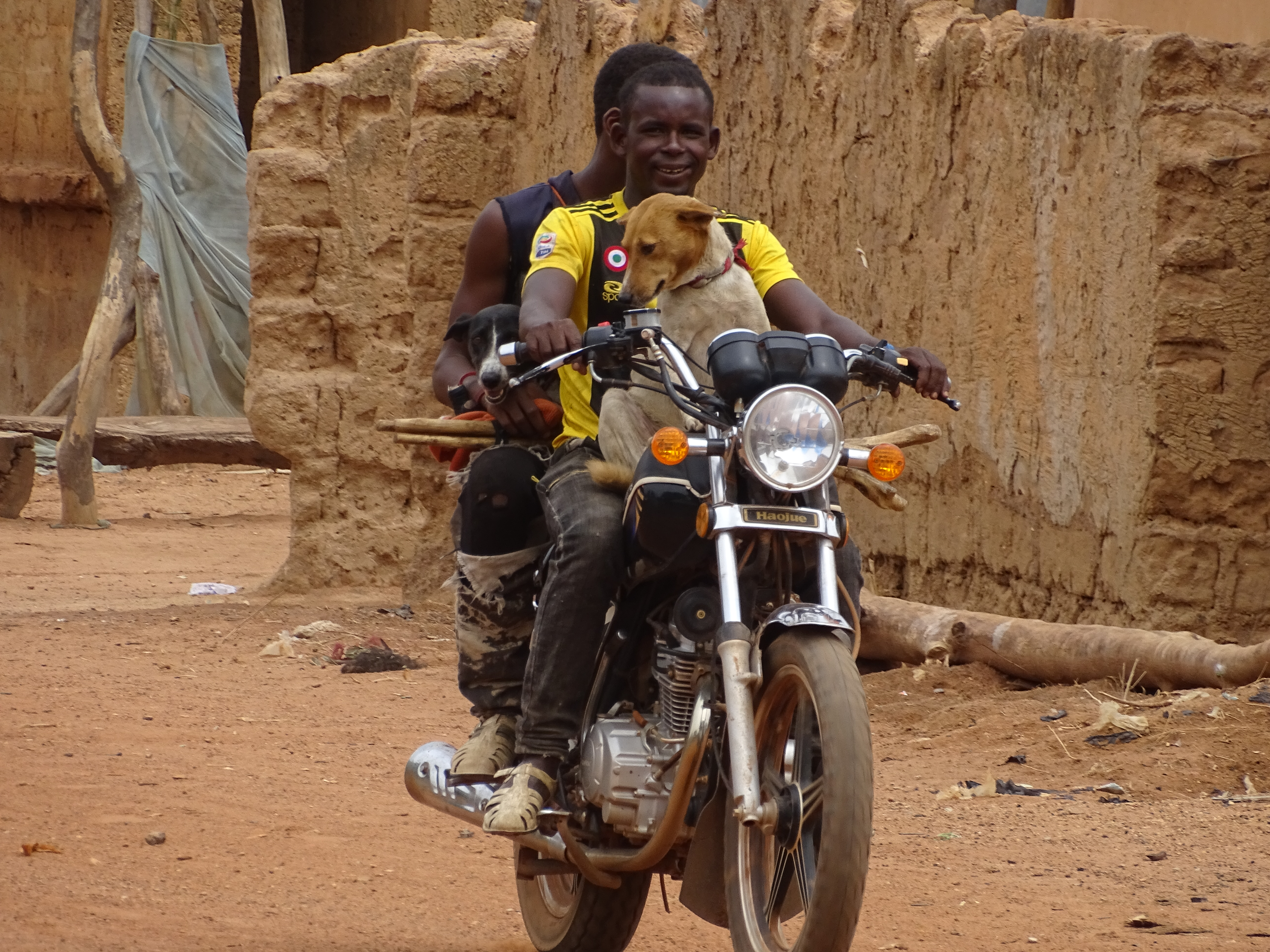
Motocicleta Haojue en Benín (África)

Durante los primeros 11 meses de 2013, China exportó 9 128 400 motocicletas por un total de 4,865 millones RMB a un precio promedio de 532.92 USD a 198 países y regiones. La exportación a Asia, África y América Latina representó el 87.57 % del total de volumen de exportación, con Myanmar, Nigeria, Argentina, Venezuela, Filipinas, Sudáfrica, Togo, México, Rusia, Angola y Colombia encabezan la exportación de lista de destino. Un total de 4 639 600 motocicletas fueron exportados a estos 10 países, que representan el 50.83 % del total de las exportaciones.
La demanda global de motocicletas chinas se ha visto afectada en los últimos dos años, con varias crisis políticas y financieras en muchos mercados, que perturban seriamente la capacidad de los fabricantes para ofrecer rentablemente sus motocicletas a los consumidores finales. Tanto los problemas financieros en Argentina como los problemas políticos en Egipto son ejemplos de mercados que se están volviendo completamente inaccesibles a los fabricantes.

## Partes y accesorios
China es también una productora principal de partes de motocicleta y accesorios. Las exportaciones motor de motocicleta vio un aumento de año en año de 0,87 % a 26 191 300 unidades.

## Fabricantes
China tiene más de 200 compañías individuales que producen motocicletas nacionalmente. Los principales fabricantes de motos Chinos son Grand River (de la marca Haojue), Lifan, Loncin, Zongshen, Kamax, Motorhead, Jialing, Jianshe, Qianjiang, Haojin, Shineray, Bashan y Jonway.

## Empresas mixtas
Varias compañías chinas de motocicletas cooperan en empresas conjuntas con fabricantes extranjeros de motocicletas, incluyendo Loncin (BMW), Zongshen (Piaggio), Qingqi (Suzuki y Peugeot), Jianshe (Yamaha), Lifan (MV Agusta), Qianjiang (dueños de Benelli), Jialing (Honda). Estas empresas conjuntas son diferentes en cada caso, y van desde la investigación, el desarrollo y las empresas de producción a través de la distribución, venta y comercialización de empresas conjuntas.
Los fabricantes chinos también se han asociado con casas de diseño europeo para producir nuevos modelos únicos. CFMOTO trabajó con los diseñadores austríacos Kiska para desarrollar su nueva motocicleta 150NK.
Shineray alquiló recientemente la fábrica de Husqvarna en Varna, Italia y adquirió los derechos de producir varios de sus modelos bajo la marca resurgida SWM. Shineray también usará los arrendamientos para producir modelos bajo su marca SRM, los cuales serán importados a China.

## Figuras clave de la industria
Li Bin-Li Bin es el presidente de CAAM (Asociación China de fabricantes de automóviles) sección motocicleta.
David McMullan David McMullan es el editor de la Revista Internacional de la revista ChinaMotor (también conocido como Mega Chinamotor), el organizador chino de la feria comercial de motocicletas (incluyendo la Exhibición de Comercio Internacional de Motocicletas de China (CIMAmotor)) y consultor de la industria china de motocicletas.
Yin Mingshan - El fundador del Grupo Lifan.
Zuo Zongshen- Zuo Zongshen Es el fundador y dueño de motocicletas Zongshen.
Wang Min - Presidente de la Cámara China de Comercio (motocicletas).